# Rolando Zárate
Rolando David Zárate Riga, surnommé Roly (né le 6 août 1978 à Haedo en Argentine), est un joueur de football argentin d'origine italienne, qui évolue au poste d'attaquant.
Trois de ses frères sont également footballeurs, Sergio, Ariel et Mauro Zárate.

## Palmarès
Vélez Sarsfield
- Primera División Argentina (2) : Clausura 1998, Clausura 2005

Individuel
- Meilleur buteur de la Primera División Argentina : Clausura 2004 (13 buts avec le Vélez)